# Jagdgeschwader 333
La Jagdgeschwader 333 (JG 333) (333e escadron de chasseurs) est une unité de chasseurs de la Luftwaffe à l'aube de la Seconde Guerre mondiale.
Active de 1938 à 1939, l'unité était affectée aux missions visant à assurer la supériorité aérienne de l'Allemagne dans le ciel de l'Europe.

## Opérations
Le JG 333 opère sur des chasseurs :
- Messerschmitt Bf 109B, D et E.

## Organisation

### I. Gruppe
Formé le 1er novembre 1938 à Herzogenaurach à partir du II./JG 135 avec :
- Stab I./JG 333 à partir du Stab II./JG 135
- 1./JG 333 à partir du 4./JG 135
- 2./JG 333 à partir du 5./JG 135
- 3./JG 333 à partir du 6./JG 135

Le 1er mai 1939, le I./JG 333 est renommé I./JG 54 :
- Stab I./JG 333 devient Stab I./JG 54
- 1./JG 333 devient 4./JG 54
- 2./JG 333 devient 5./JG 54
- 3./JG 333 devient 6./JG 54

Gruppenkommandeure (Commandant de groupe) :
| Début             | Fin          | Grade | Nom                |
| ----------------- | ------------ | ----- | ------------------ |
| 1er novembre 1938 | 1er mai 1939 | Major | Rudolf Stoltenhoff |

### II. Gruppe
Formé le 1er novembre 1938 à Eger à partir du I./JG 136 avec :
- Stab II./JG 333 à partir du Stab I./JG 136
- 4./JG 333 à partir du 1./JG 136
- 5./JG 333 à partir du 2./JG 136
- 6./JG 333 à partir du 3./JG 136

e 1er mai 1939, le II./JG 333 est renommé II./JG 77 :
- Stab II./JG 333 devient Stab II./JG 77
- 4./JG 333 devient 4./JG 77
- 5./JG 333 devient 5./JG 77
- 6./JG 333 devient 6./JG 77

Gruppenkommandeure (Commandant de groupe) :
| Début             | Fin          | Grade          | Nom                         |
| ----------------- | ------------ | -------------- | --------------------------- |
| 1er novembre 1938 | 1er mai 1939 | Oberstleutnant | Carl-Alfred Schumacher (en) |